# Eparchia ałatyrska
Eparchia ałatyrska – jedna z eparchii Rosyjskiego Kościoła Prawosławnego. Jej ordynariuszem jest biskup ałatyrski i poriecki Teodozjusz (Szytow), zaś funkcje katedry pełni sobór Iwerskiej Ikony Matki Bożej w Ałatyrze.
Erygowana decyzją Świętego Synodu Rosyjskiego Kościoła Prawosławnego z 4 października 2012. Została wydzielona z eparchii czeboksarskiej i czuwaskiej, należy do metropolii czuwaskiej. Podlegają jej parafie i klasztory na terenie rejonów ałatyrskiego, batyriewskiego, ibriesińskiego, porieckiego i szemurszyńskiego (wszystkie w Republice Czuwaszji). 

## Biskupi ałatyrscy
- Teodor (Biełkow), 2012-2024[4].
- Teodozjusz (Szytow), od 2024[1]